# جون ميرفي (مجرم)
جون ميرفي (بالإنجليزية: John Murphy)‏ هو مجرم بريطاني، ولد في 26 أغسطس 1950 في بلفاست في المملكة المتحدة، وتوفي في 10 أغسطس 1998.